# Розпушувач харчовий

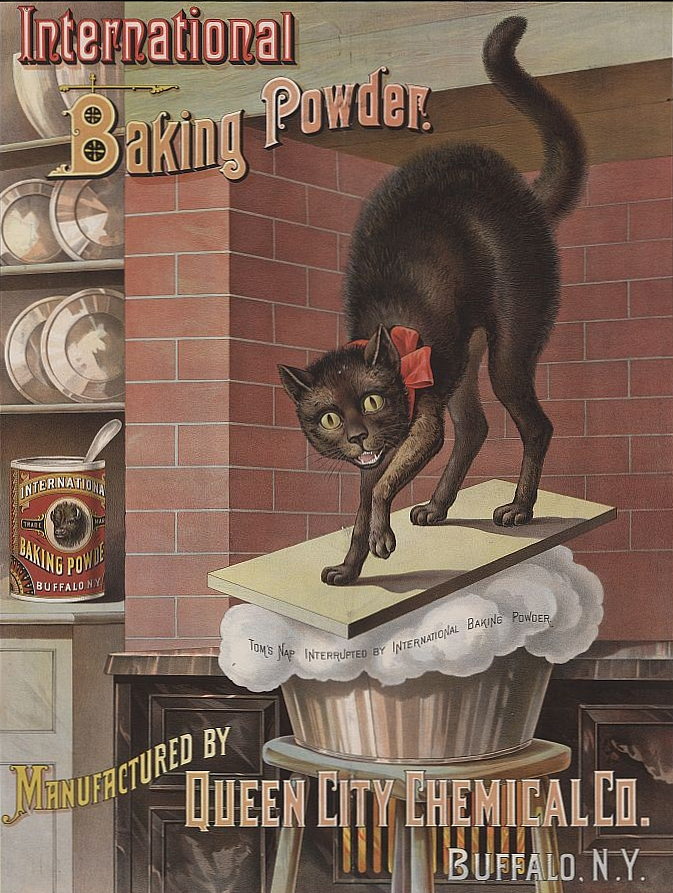
Реклама пекарського порошку 1885 року.

Розпу́шуючий агент — речовина, що використовується для надання будь-якому харчовому продукту пухкості і пишності. В основному, використовується при приготуванні певних видів тіста для отримання виробів із пористою структурою та збільшення об'єму тіста.
За ДСТУ: Розпушування тіста — утворення пористої структури тіста

## Види розпушувачів
Існує чотири способи розпушування тіста: хімічний, біологічний, механічний та комбінований.
У борошняних кондитерських виробах часто використовують хімічні розпушувачі. Часто застосовують пекарські порошки, які є сумішшю хімічних розпушувачів.

### Хімічні розпушувачі
За ДСТУ: Розпушування тіста хімічним способом — розпушування тіста під дією діоксиду вуглецю та аміаку, що виділяються при розкладанні хімічних розпушувачів
Перевагою хімічних розпушувачів є їх швидкодія та відсутність втрат цукру на бродіння.
При виготовленні кондитерських та хлібобулочних виробів використовують три групи хімічних розпушувачів:
- лужні;
- лужно-кислотні;
- лужно-сольові.

#### Лужні розпушувачі
До лужних розпушувачів належать гідрокарбонат натрію (NaHCO3), карбонат амонію ((NH4)2CO3) та їх суміші. 
Під час нагрівання вони розкладаються з виділенням вуглекислого газу, який і розпушує тісто. При використанні карбонату амонію в готових виробах частково залишається аміак, який надає їм неприємного запаху.
Дозування хімічних розпушувачів залежить від властивостей тіста, яке розпушується. Для пісочного тіста кількість розпушувача становить 0,2% маси борошна, для пряникового тіста — 0,15-0,4%, для кексів — 0,3-1,0%.

#### Лужно-кислотні розпушувачі
Лужно-кислотні суміші — це суміші гідрокарбонату натрію та харчових кислот.  

#### Лужно-сольові розпушувачі
Лужно-сольові суміші — це суміші гідрокарбонату натрію та нейтральних солей, наприклад NH4Cl.

#### Пекарський порошок
Пекарські порошки складаються із трьох або більше речовин, основна з яких є носієм вуглекислого газу, декілька інших реагують з першою з виділенням вуглекислого газу, решта речовин запобігають їх передчасній взаємодії. При випіканні під дією вологи та високої температури пекарський порошок виділяє потрібний для розпушування виробу вуглекислий газ. Носієм вуглекислого газу в пекарських порошках є гідрокарбонат натрію. Як наповнювач використовують пшеничне борошно або крохмаль.

### Біологічні розпушувачі

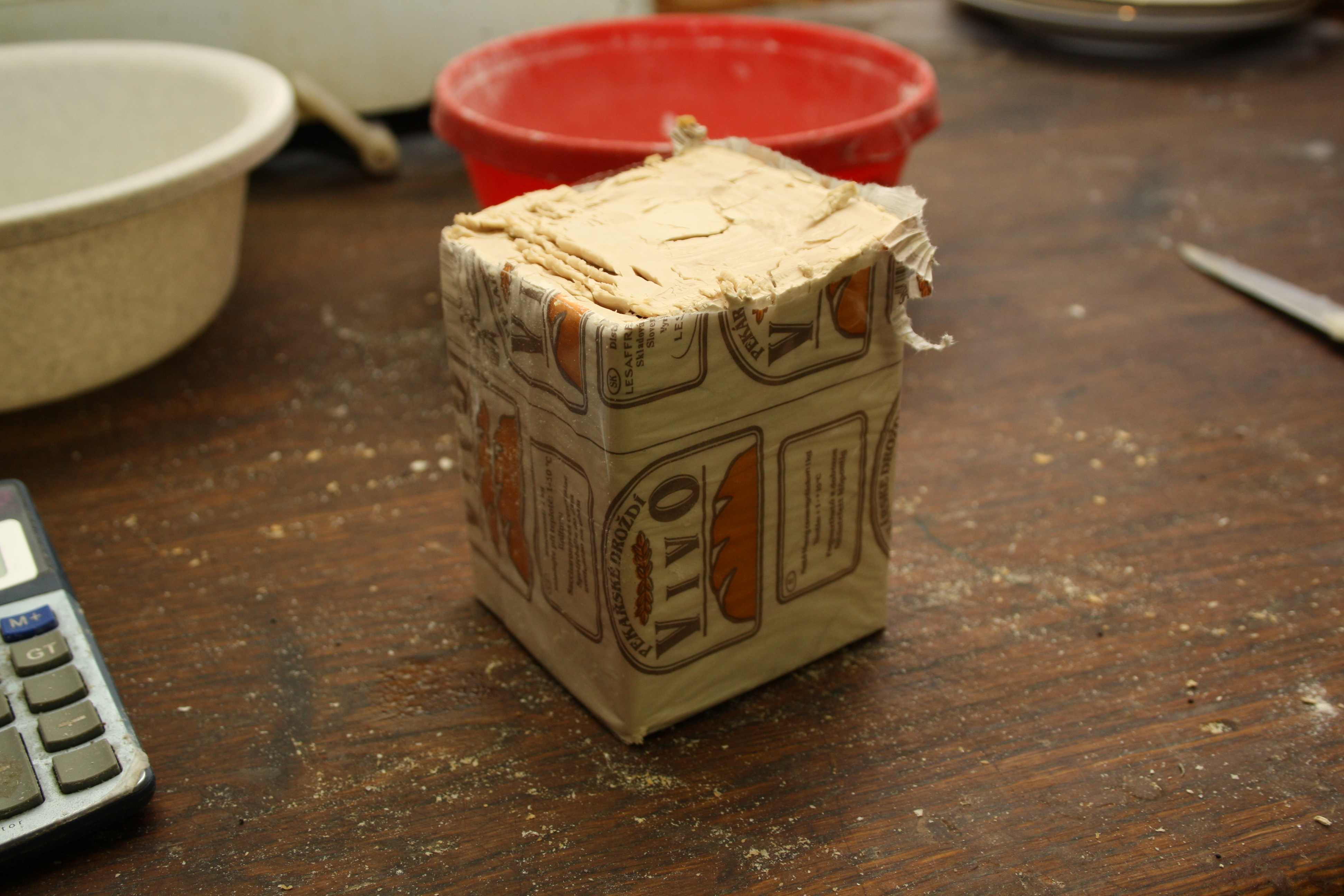
Упаковка хлібопекарських дріжджів.

За ДСТУ: Розпушування тіста біологічним способом — розпушування тіста під дією діоксиду вуглецю, що виділяється внаслідок спиртового та частково молочнокислого бродіння
Біологічний спосіб передбачає розпушення тіста під дією діоксиду вуглецю, який виділяється в результаті спиртового і частково молочнокислого бродіння. Спиртове бродіння в тісті викликається дріжджами. Дріжджі, внесені при замісі тіста, зброджують цукор з утворенням спирту і діоксиду вуглецю. Спиртове бродіння є характернішим для пшеничного тіста.
Молочнокисле бродіння в тісті викликається молочнокислими бактеріями. В результаті бродіння в тісті накопичуються молочна кислота, інші леткі кислоти і деяка кількість діоксиду вуглецю. Цей вид бродіння відбувається і в пшеничному та житньому в тісті, але є характернішим для житнього тіста.
Для розпушення тіста біологічним способом потрібно досить багато часу — від 1 до 5 годин. За цей період тісто не тільки розпушується, а й дозріває, тобто в тісті накопичуються специфічні смакові і ароматичні речовини, що є проміжними продуктами спиртового і молочнокислого бродіння. Крім того тісто досягає оптимальних властивостей, необхідних для отримання хліба найкращої якості.
Окрім дріжджів типовими біологічними розпушувачами є:
- пиво (непастеризоване, містить пивні дріжджі);
- маслянка;
- кефір;
- закваска;
- йогурт.

### Механічне розпушування

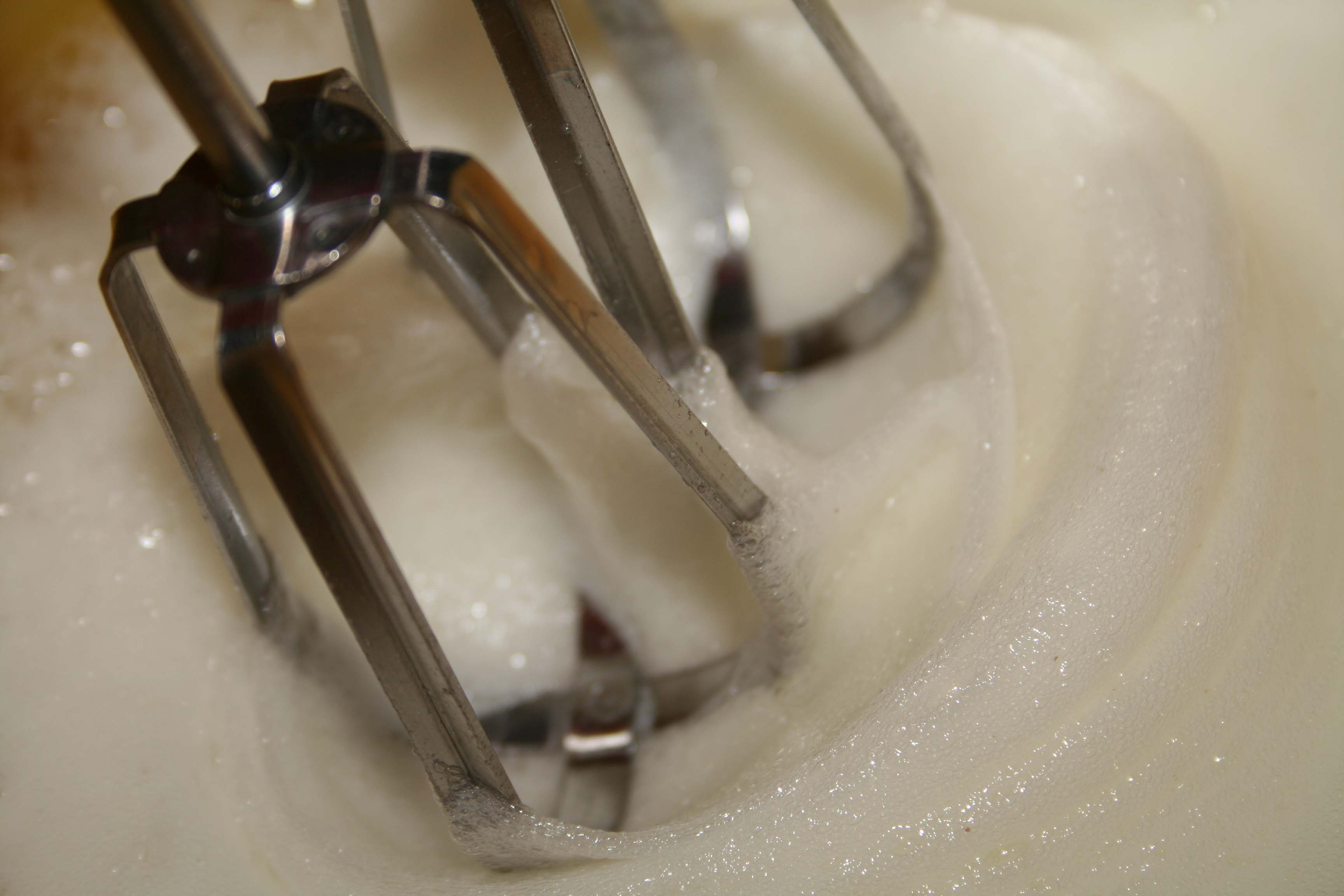
Збивання яєчних білків міксером

За ДСТУ: Розпушування тіста механічним способом — розпушування тіста під дією діоксиду вуглецю, кисню чи повітря, що надходять під тиском чи розрідженням у тістомісильну машину при замішуванні тіста
Механічний спосіб розпушування використовують для приготування бісквітного, заварного, білково-збивного тіста та тіста для млинців. Це пояснюється тим, що у рецептуру перерахованих видів тіста входять речовини, здатні утворювати емульсію або пінну структуру (лецитин в яйцях, казеїн в молоці, яєчний білок тощо). Наприклад, яєчний білок, що має велику в'язкість, утворює при збиванні стійку піну. В процесі збивання тісто насичується дрібними пухирцями повітря, що дозволяє отримати добре розпушений виріб. 
При промисловому виготовленні кондитерських та хлібобулочних виробів у герметизований чан місильної машини дозують борошно, сіль, воду, іншу сировину; починають заміс, через кілька хвилин нагнітають вуглекислий газ під тиском 59 - 118 кПа. Потім розпушене тісто, минаючи стадію бродіння, ділять на шматки і відразу випікають при поступовому нагріванні в пекарній камері. Тісто розпушують інтенсивним способом, в процесі якого бульбашки повітря захоплюються в'язкою масою тіста.

### Комбіноване розпушування
У деяких видах тіста застосовують комбіновані способи розпушування: хімічні розпушувачі та дріжджі, хімічні розпушувачі у поєднані із механічною обробкою тіста тощо.

## Порівняння різних видів розпушування тіста
Різні види розпушування  застосовують для різних типів тіста. Хімічний спосіб використовується для пісочного, медівникового тіста, тіста для кексів. Механічним способом методом збивання розпушують бісквітне, білково-збивне, млинцеве тісто.
Для хлібобулочних виробів здавна використовують біологічний вид розпушування.
Механічний та хімічний способи розпушування тіста у порівнянні з біологічним простіші і економічні. При такому розпушуванні тіста відпадає потреба в бродильних місткостях, у використанні дріжджів, ліквідуються втрати сухих речовин борошна на бродіння, зберігаються виробничі площі, зростає продуктивність праці. У той же час хліб, отриманий з тіста, розпушеного механічним або хімічним способом, має низькі смакові властивості. Стан м'якушки, смак, аромат і зовнішній вигляд виробів незрівнянно гірший, ніж при використанні біологічного способу. У тісті, розпушеному біологічним шляхом, накопичуються багато основних та побічних продуктів бродіння, що формують смак і аромат виробів. Зміни в структурі білкових речовин при бродінні тіста обумовлюють отримання пористої еластичної м'якушки. Біологічний спосіб, незважаючи на притаманні йому економічні недоліки, здавна є єдиним досконалим способом розпушування хлібного тіста.